# Hr.Ms. Cerberus (1952)
De Hr.Ms. Cerberus (A895) was een nettenwerkschip van de Koninklijke Marine. Het schip maakte deel uit van het Mutual Defense Assistance Program (MDAP) en werd daartoe door de Verenigde Staten aan Nederland overgedragen. Van 12 december 1952 tot 06 januari 1953 voer het naar Nederland. Van september 1960 tot september 1961 werd het verbouwd tot duikwerkschip.
Het werd op 3 november 1969 van de sterkte afgevoerd en op 17 september 1970 aan de Amerikaanse marine teruggegeven. Die droeg het gelijk over aan de Turkse marine, waar het als nettenwerkschip AG 6 met naamsein P 306 in dienst werd gesteld.